# Timon (Diakon)

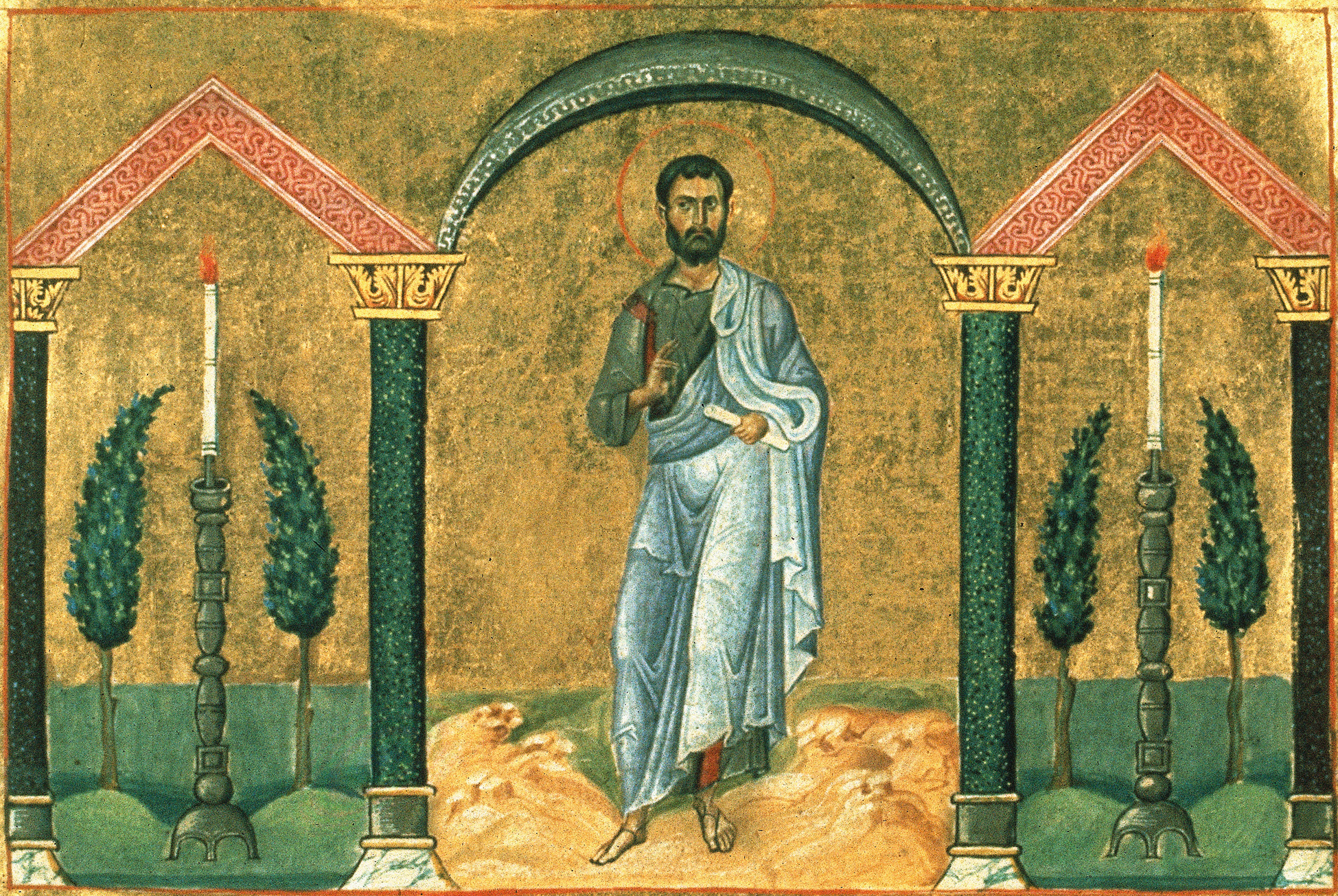

Timon (* im 1. Jahrhundert v. Chr. oder im 1. Jahrhundert; † im 1. Jahrhundert) war einer der sieben Diakone, die in der Jerusalemer Urgemeinde für den Dienst als Diakon und die Versorgung der Gemeindemitglieder zuständig waren (Apg 6,1 ff.) Der Überlieferung zufolge missionierte Timon später in Aleppo und reiste dann über Zypern nach Korinth. Hier erlitt er das Martyrium durch die Kreuzigung.
Timon wird in der katholischen und der orthodoxen Kirche als Heiliger verehrt; der gemeinsame Gedenktag der sieben Diakone ist der 28. Juli.